# 286 (szám)
A 286 (kétszáznyolcvanhat) a 285 és 287 között található természetes szám.

## A matematikában
Szfenikus szám. Hétszögszám. Tetraéderszám.
Az informatikában az Intel 80286 processzort nevezik röviden 286-osnak.